# Mitricephala vittata
Mitricephala vittata är en insektsart som beskrevs av Bolívar, I. 1898. Mitricephala vittata ingår i släktet Mitricephala och familjen Pyrgomorphidae. Inga underarter finns listade i Catalogue of Life.